# Livingston (Montana)
Livingston és una població dels Estats Units a l'estat de Montana. Segons el cens del 2000 tenia 6.851 habitants.

## Demografia
Segons el cens del 2000, Livingston tenia 6.851 habitants, 3.084 habitatges, i 1.751 famílies. La densitat de població era de 1.005,8 habitants per km².
Dels 3.084 habitatges en un 26,7% hi vivien nens de menys de 18 anys, en un 43,8% hi vivien parelles casades, en un 9,1% dones solteres, i en un 43,2% no eren unitats familiars. En el 37,5% dels habitatges hi vivien persones soles el 15,6% de les quals corresponia a persones de 65 anys o més que vivien soles. El nombre mitjà de persones vivint en cada habitatge era de 2,16 i el nombre mitjà de persones que vivien en cada família era de 2,86.
Per edats la població es repartia de la següent manera: un 22,7% tenia menys de 18 anys, un 7,5% entre 18 i 24, un 27,5% entre 25 i 44, un 23,6% de 45 a 60 i un 18,6% 65 anys o més.
L'edat mediana era de 40 anys. Per cada 100 dones de 18 o més anys hi havia 90,7 homes.
La renda mediana per habitatge era de 28.980 $ i la renda mediana per família de 40.505 $. Els homes tenien una renda mediana de 26.619 $ mentre que les dones 18.684 $. La renda per capita de la població era de 16.636 $. Aproximadament el 5,6% de les famílies i el 12,1% de la població estaven per davall del llindar de pobresa.

## Poblacions més properes
El següent diagrama mostra les poblacions més properes.